# Del Close
Del Close (Manhattan, 9 de março de 1934 - Chicago, 4 de março de 1999) foi um ator estadunidense.
Considerado um dos pioneiros da moderna improvisação teatral, foi além de ator, improvisador, escritor e professor de teatro. Teve uma prolífica carreira, aparecendo em inúmeros filmes e programas de televisão.
É co-autor do livro "Truth in Comedy", junto à parceira Charna Halpern, em que são descritas as técnicas da agora comum improvisação teatral, e descreve a estrutura do que denominou "The Harold", um quadro comum para as cenas de improviso.